# Aaron Harang
Aaron Michael Harang (San Diego, 9 maggio 1978) è un giocatore di baseball statunitense, free agent dal 2015.

## Minor League
Harang frequentò la Patrick Henry High School di San Diego sua città natale, e da lì venne selezionato originariamente, nel 22º turno del draft MLB 1996 dai Boston Red Sox. Scelse tuttavia di non firmare e si iscrisse all'San Diego State University sempre a San Diego. Venne selezionato al 6º giro del draft amatoriale del 1999, come 195a scelta assoluta, dai Texas Rangers. Nello stesso anno giocò con i Pulaski Rangers rookie finendo con 9 vittorie e 2 sconfitte, 2.30 di ERA, una salvezza su una opportunità e .226 alla battuta contro di lui in 16 partite di cui 10 da partente con un incontro giocato interamente senza subire punti. Il 17 novembre 2000 venne ceduto dai Texas Rangers insieme a Ryan Cullen agli Oakland Athletics per Randy Velarde. Giocò con i Port Charlotte Rangers A+ finendo con 13 vittorie e 5 sconfitte, 3.32 di ERA, nessuna salvezza su 2 opportunità e .220 alla battuta contro di lui in 28 partite di cui 27 da partente con 3 incontri giocati interamente di cui 2 senza subire punti.
Nel 2001 giocò con i Midland RockHounds AA finendo con 10 vittorie e 8 sconfitte, 4.14 di ERA e .285 alla battuta contro di lui in 27 partite tutte da partente. Nel 2002 giocò con due squadre finendo con 5 vittorie e 3 sconfitte, 2.60 di ERA e .254 alla battuta contro di lui in 11 partite tutte da partente (55.1 inning).
Nel 2003 giocò con due squadre finendo con 8 vittorie e 3 sconfitte, 3.22 di ERA e .240 alla battuta contro di lui in 13 partite tutte da partente (72.2 inning). Nel 2004 giocò con i Louisville Bats AAA una sola partita da partente finendo con una sconfitta, 12.00 di ERA e .500 alla battuta contro di lui (3.0 inning).
Nel 2008 giocò con i Bats una singola partita da partente con una vittoria, 0.00 di ERA e .238 alla battuta contro di lui (6.0 inning). Nel 2010 con i Bats giocò 2 partite da partente con 2 sconfitte, 9.00 di ERA e .311 alla battuta contro di lui (11.0 inning). Nel 2011 giocò con i Lake Elsinore Storm A+ finendo con una sconfitta, 6.75 di ERA e .313 alla battuta contro di lui in una singola partita da partente (4.0 inning).
Nel 2013 giocò con i Las Vegas 51s AAA finendo con nessuna vittoria o sconfitta, 4.50 di ERA e .389 alla battuta contro di lui in una singola partita (4.0 inning).

## Major League

### Oakland Athletics (2002-2003)
Debuttò nella MLB il 25 maggio 2002, al Network Associates Coliseum di Oakland contro i Tampa Bay Devil Rays. Chiuse la stagione con 5 vittorie e 4 sconfitte, 4.83 di ERA e .261 alla battuta contro di lui in 16 partite di cui 15 da partente (78.1 inning). Nella minor league giocò in 11 partite, 8 nella Tripla-A e 3 nella Doppia-A.
Nel 2003 chiuse con una vittoria e 3 sconfitte, 5.34 di ERA e .331 alla battuta contro di lui in 7 partite di cui 6 da partente (46.0 inning).

### Cincinnati Reds (2003-2010)
Il 30 luglio 2003 venne acquistato insieme a Jeff Bruksch e Joe Valentine per Jose Guillen dagli Athletics. Nella sua prima stagione chiuse con 4 vittorie e 3 sconfitte, 5.28 di ERA e .271 alla battuta contro di lui in 9 partite tutte da partente (30.1 inning). Nel 2004 finì con 10 vittorie e 9 sconfitte, 4.86 di ERA e .280 alla battuta contro di lui in 28 partite tutte da partente con un incontro giocato interamente senza subire punti (9° nella NL) (161.0 inning).
Nel 2005 concluse con 11 vittorie e 13 sconfitte, 3.82 di ERA e. 267 alla battuta contro di lui in 32 partite tutte da partente con un incontro giocato interamente (211.2 inning). Nel 2006 finì con 16 vittorie (1° nella NL) e 11 sconfitte, .269 alla battuta contro di lui, 216 strikeout (1° nella NL), 3.76 di ERA in 36 partite di cui 35 da partente (1° nella NL) con 6 incontri completi (1° nella NL) di cui 2 senza subire punti (3° nella NL), per un totale di 234.1 inning (3° nella NL).
Nel 2007 concluse con 16 vittorie (5° nella NL) di cui 6 sconfitte, .242 alla battuta contro di lui, 218 strikeout (2° nella NL), 3.73 di ERA, 1.14 di WHIP (5° nella NL) in 34 partite tutte da partente (2° nella NL) con 2 incontri giocati interamente (4° nella NL) di cui uno senza subire punti (2° nella NL), per un totale di 231.2 inning (2° nella NL). Nel 2008 terminò con 6 vittorie e 17 sconfitte, 4.78 di ERA e .284 alla battuta contro di lui in 30 partite di cui 29 da partente con un incontro giocato interamente senza subire punti (7° nella NL) (184.1 inning).
Nel 2009 finì con 6 vittorie e 14 sconfitte, 4.21 di ERA e .287 alla battuta contro lui in 26 partite tutte da partente con 2 incontri giocati interamente di cui uno senza subire punti (6° nella NL) (162.1 inning). Nel 2010 concluse con 6 vittorie e 7 sconfitte, 5.32 di ERA e .305 alla battuta contro di lui in 22 partite di cui 20 da partente (111.2 inning).

### San Diego Padres (2011)
Il 6 dicembre 2010 firmò con i Padres. Chiuse con 14 vittorie (9° nella NL) e 7 sconfitte, 3.64 di ERA e 2.69 alla battuta contro di lui in 28 partite tutte da partente (170.2 inning).

### Los Angeles Dodgers (2012)
L'8 dicembre 2011 firmò con i Dodgers. Finì con 10 vittorie e altrettante sconfitte, 3.61 di ERA e .246 alla battuta contro di lui in 31 partite tutte da partente (179.2 inning).

### Seattle Mariners (2013)
L'11 aprile 2013 venne acquistato insieme a soldi per Steven Hensley dai Colorado Rockies. Chiuse con 5 vittorie e 11 sconfitte, 5.76 di ERA e .270 alla battuta contro di lui in 22 partite tutte da partente con 2 incontri completi senza subire punti (120.1 inning).

### New York Mets (2013)
Il 2 settembre firmò con i New York Mets un contratto da Minor League. Il 9 settembre venne promosso in prima squadra, durante l'espansione del roster, chiudendo con nessuna vittoria e una sconfitta, 3.52 di ERA e. 230 alla battuta contro di lui in 4 partite tutte da partente (23.0 inning).

### Atlanta Braves (2014)
Il 24 marzo 2014 firmò un contratto per un anno con gli Atlanta Braves per un milione di dollari. Il 2 aprile contro i Milwaukee Brewers ottenne la sua prima vittoria stagionale, giocando 6.2 inning, 3 strikeout, 2 valide concesse e una base concessa.

### Philadelphia Phillies (2015)
Il 5 gennaio 2015, Harang firmò un contratto annuale del valore di 5 milioni di dollari con i Philadelphia Phillies con dei bonus di prestazione.

## Stili di lancio
Harang attualmente effettua 6 tipi di lanci:
- Prevalentemente una Four-seam fastball (91 miglia orarie di media), una Sinker (91 mph di media) e una Slider (83 mph di media).
- Raramente una Curve (76 mph di media), una Change (85 mph di media) e una Cutter (88 mph di media).

## Vittorie
- Division West della American League: 1

Oakland Athletics: 2002
- Division Central della National League: 1

Cincinnati Reds: 2010

## Premi e riconoscimenti
- Capoclassifica della National League in vittorie: 1

2006
- Capoclassifica della National League in strikeout: 1

2006
- Reds Johnny Vander Meer Award: 2

2005, 2007
- Reds Joe Nuxhall Good Guy Award: 1

2008

## Numeri di maglia indossati
- n° 56 con gli Oakland Athletics (2002-2003)
- n° 39 con i Cincinnati Reds (2003-2010)
- n° 41 con i San Diego Padres (2011)
- n° 44 con i Los Angeles Dodgers (2012)
- n° 39 con i Seattle Mariners (2013)
- n° 44 con i New York Mets (2013)
- n° 34 con gli Atlanta Braves (2014)
- n° 34 con gli Philadelphia Phillies (2015)